# Dicsény

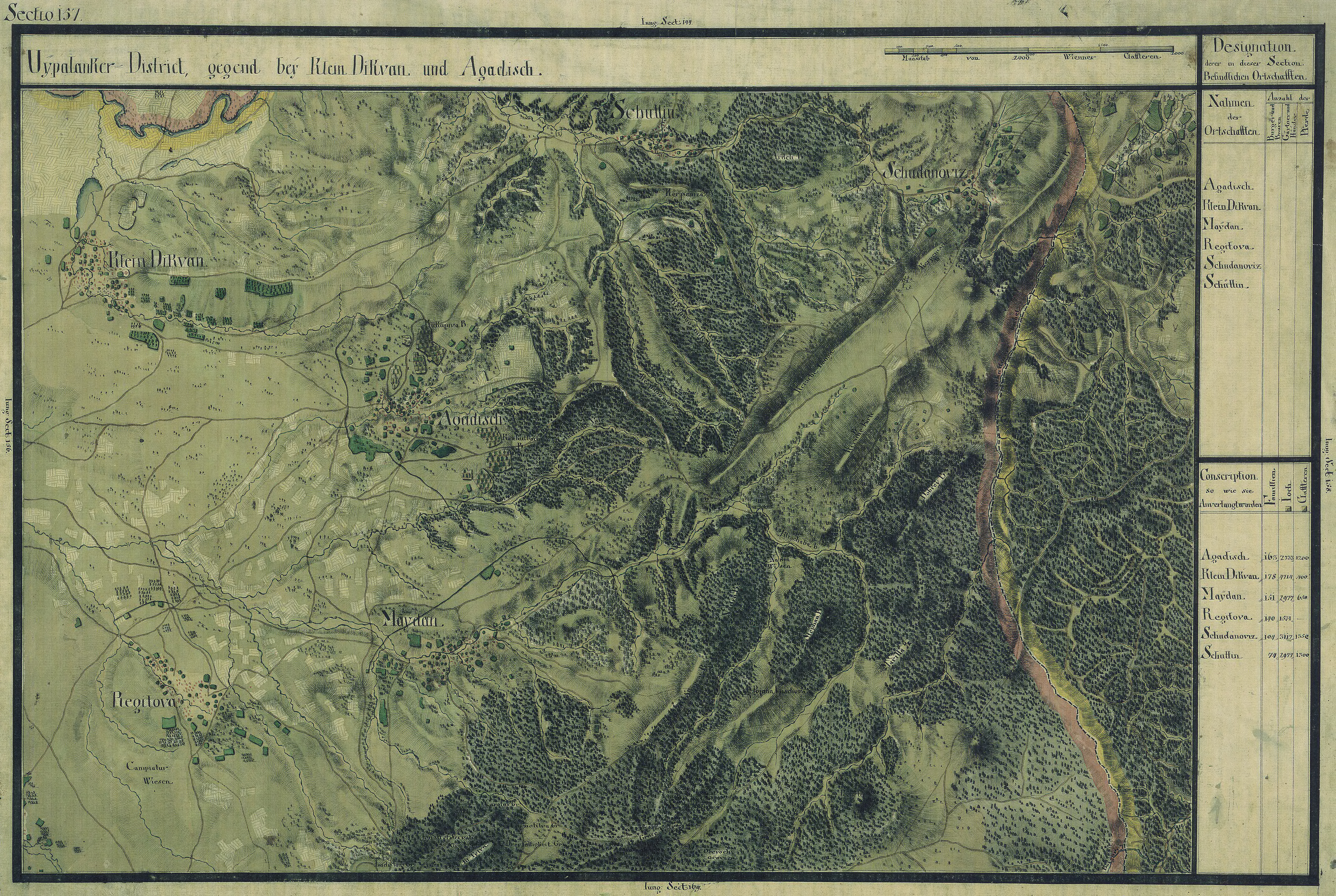
Dicsény egy régi térképen

Dicsény románul: Jitin, falu Romániában, a Bánságban, Krassó-Szörény megyében.

## Fekvése
Oravicabányától északkeletre fekvő település.

## Története
Dicsény nevét 1464-ben említették először Dichyn néven. 1466-ban Dichyn, 1808-ban Zsittiny, Xittin, 1851-ben és 1888-ban Zsittin, 1913-ban Dicsény néven írták.
1851-ben Fényes Elek írta a településről: „Zsittin, Krassó vármegyében, 2  katholikus, 649  óhitü lakossal, anyatemplommal, 
erdővel, szilvásokkal. Földesura a Liebenberg család.”
A trianoni békeszerződés előtt Krassó-Szörény vármegye Oraviczabányai járásához tartozott. 1910-ben 605 lakosából 582 román volt. Ebből 127 görögkatolikus, 473 görög keleti ortodox volt.